# Feliz, feliz en tu día
«Feliz, feliz en tu día» es una canción de cumpleaños escrita en 1952 por Emilio Aragón Bermúdez, famoso por interpretar a Miliki, uno de Los payasos de la tele.
La canción fue la alternativa en lengua castellana en España al tema «Happy Birthday» del mundo anglosajón.
Se publicó por primera vez en 1971 en el LP sacado en Argentina A sus amiguitos, de Gaby, Fofó, Miliki con Fofito.